# Razarači klase Shirane
Klasa Shirane je klasa japanskih razarača namijenjenih protupodmorničkoj borbi. Klasa je nasljednik razarača klase Haruna. Prva je klasa brodova u japanskoj mornarici opremljena s 3D radarom NEC OPS-12. Klasu Shirane čine 2 razarača izgrađenih u razdoblju od 1977. do 1981. godine. Oba broda su u operativnoj uporabi japanske mornarice. Brod ima sletnu palubu i hangar za tri helikoptera Mitsubishi H-60.
| Tvronički broj | Naziv   | Kobilica položena | Porinut         | Stavljen u uporabu | Matična luka |
| -------------- | ------- | ----------------- | --------------- | ------------------ | ------------ |
| DDH-143        | Shirane | 25. veljače 1977. | 18. rujna 1978. | 17. ožujka 1980.   | Yokosuka     |
| DDH-144        | Kurama  | 17. veljače 1978. | 20. rujna 1979. | 27. ožujka 1981.   | Sasebo       |

## Vanjske poveznice
- Globalsecurity.org - klasa Shirane